# Mina Fürst Holtmann
Mina Fürst Holtmann, née le 17 juillet 1995, est une skieuse alpine norvégienne. Elle court principalement les épreuves techniques (slalom géant et slalom).

## Carrière
Sa carrière commence officiellement lors de l'hiver 2010-2011. Deux fois gagnante aux Championnats de Norvège junior en 2013 (super G et slalom), elle devient championne de Norvège élite de super G en 2014.
Elle fait ses débuts en Coupe du monde en janvier 2015 à Saint-Moritz où elle marque ses premiers points à l'occasion du super G avec une 29e place. Elle devient ensuite à Hafjell championne du monde junior de descente.
Peu avant le début de la saison 2015/2016, elle se casse la jambe gauche et manque toute la saison. Elle ne peut concourir en 2016/2017, puisque cette fois elle souffre d'une blessure au dos.
En novembre 2017, de retour à la compétition, elle marque ses premiers points en Coupe du monde en slalom (13e à Levi) et en slalom géant (17e à Killington).
Elle obtient son premier top dix en décembre 2018 à Semmering avec une neuvième place en slalom.
Elle est sélectionnée pour les Championnats du monde 2019 à Åre, où elle abandonne le slalom, puis obtient le premier podium de sa carrière le 17 décembre 2019 en prenant la deuxième place du slalom géant de Courchevel, 4/100e de seconde derrière Federica Brignone, après avoir réalisé le meilleur temps de la première manche.

## Palmarès

### Jeux olympiques d'hiver
| Épreuve / Édition | Géant | Team event                          |
| ----------------- | ----- | ----------------------------------- |
| JO 2022 Pékin     | DNF   | Médaille de bronze, Jeux olympiques |

### Championnats du monde
| Épreuve / Édition | Åre 2019 | Cortina d'Ampezzo 2021 |
| ----------------- | -------- | ---------------------- |
| Slalom            | Abandon  | Abandon                |
| Slalom géant      | -        | 22e                    |

### Coupe du monde
- Meilleur classement général : 20e en 2020.
- 3 podiums individuel.
- 1 podium par équipes.

#### Classements en Coupe du monde
| Année     | Classement général final | Classement en super G | Classement en slalom | Classement en slalom géant | Classement en parallèle |
| 2014-2015 | 121e                     | 56e                   | -                    | -                          | -                       |
| 2017-2018 | 89e                      | -                     | 43e                  | 37e                        | -                       |
| 2018-2019 | 43e                      | -                     | 21e                  | 22e                        | -                       |
| 2019-2020 | 20e                      | -                     | 16e                  | 7e                         | 34e                     |
| 2020-2021 | 38e                      | -                     | 24e                  | 16e                        | -                       |

### Championnats du monde junior
- Championnats du monde juniors de ski alpin 2015 à Hafjell : 
  -  Médaille d'or en descente.
  -  Médaille d'argent en super G.
  -  Médaille de bronze en super-combiné.

### Jeux olympiques de la jeunesse
- Innsbruck 2012
  -  Médaille d'argent par équipes.

### Coupe d'Europe
- Meilleur classement général : 15e en 2015[3].
- 6 podiums dont 3 victoires[4].

### Championnats de Norvège
- Championne de Norvège de super G en 2014 et 2015.
- Championne de Norvège de descente en 2015.